# كومبايلو دي التوبوي
بلدية كومبايلو دي التوبوي (بالإسبانية: Campillo de Altobuey)‏، هي إحدى بلديات مقاطعة قونكة إحدى مقاطعات إسبانيا، و التي تقع في منطقة قشتالة لا منتشا وسط البلاد, و المائلة لجهة الشرق من إسبانيا.
يبلغ عدد سكانها 1.716 نسمة وفقاً لإحصائية سنة (2007).